# ژرژ نیانگ
ژرژ نیانگ (انگلیسی: Georges Niang؛ زادهٔ ۱۷ ژوئن ۱۹۹۳) بازیکن بسکتبال اهل ایالات متحده آمریکا است.
از باشگاه‌هایی که در آن بازی کرده‌است می‌توان به یوتا جاز اشاره کرد.